# Cantó d'Arlanc
El cantó d'Arlanc és un cantó francès del departament del Puèi Domat, situat al districte d'Embèrt. Té 9 municipis i el cap és Arlanc.

## Municipis
- Arlanc
- Beurières
- Chaumont-le-Bourg
- Doranges
- Dore-l'Église
- Mayres
- Novacelles
- Saint-Alyre-d'Arlanc
- Saint-Sauveur-la-Sagne

## Història
| Data d'elecció                           | Identitat          | Partit                 | Qualitat |
| ---------------------------------------- | ------------------ | ---------------------- | -------- |
| 1958-1970                                | Jean Vellay        | RGR, després centrista |          |
| 1970-1988                                | Joannès Roiron     | SFIO, després PS       |          |
| 1988-1994                                | Régis Vannson      | UDF                    |          |
| 1994-2001                                | Baptiste Souche    | PS                     |          |
| 2001-                                    | Jean-Claude Daurat | PS                     |          |
| les dades anteriors no són pas conegudes |                    |                        |          |
|                                          |                    |                        |          |

## Demografia
| 1962  | 1968  | 1975  | 1982  | 1990  | 1999  | 2007  |
| ----- | ----- | ----- | ----- | ----- | ----- | ----- |
| 4.689 | 5.074 | 4.715 | 4.349 | 4.169 | 4.020 | 3.827 |